# Tixpéhual (kommun)
Tixpéhual är en kommun i Mexiko.   Den ligger i delstaten Yucatán, i den östra delen av landet, 1 000 km öster om huvudstaden Mexico City. Antalet invånare är 5 385. Arean är 69 kvadratkilometer.
Terrängen i Tixpéhual är mycket platt.
Följande samhällen finns i Tixpéhual:
- Tixpéhual
- Sahé